# Lerwick
Lerwick (gael. Liùrabhaig) – największe miasto archipelagu Szetlandów, położone na wyspie Mainland na północ od Szkocji. Zamieszkuje je 6760 mieszkańców (2020), co stanowi ok. 1/3 populacji wysp. Wyspy w dużej mierze utrzymują się z handlu ropą naftową.

## Nazwa
Nazwa wywodzi się z języka norn, którym posługiwano się na Szetlandach jeszcze w XIX wieku i oznacza Zatokę Gliny.

## Położenie
Lerwick jest najbardziej na północ wysuniętym miastem Wysp Brytyjskich, choć najdalszym zamieszkałym miejscem archipelagu jest niewielka wioska Skaw na szetlandzkiej wyspie Unst, położona ok. 100 km na północ od Lerwick.
Lerwick leży na wschodnim brzegu Mainland. Centralna część miasta rozłożona jest na niewielkim półwyspie wysuniętym ku wschodowi, ku wyspie Bressay, od której oddziela je wąska cieśnina Bressay Sound. Miasto jest również najważniejszym portem Szetlandów. Przybywają tu statki handlowe oraz rybackie, a także promy z Kirkwall (Orkady), Aberdeen, Fair Isle, Thorshavn (Wyspy Owcze), Bergen i Seyðisfjörður.

## Charakterystyka
Lerwick jest administracyjnym, gospodarczym i kulturalnym centrum Szetlandów. Funkcjonuje tu wyższa uczelnia, Shetland College, która wraz z czternastoma innymi placówkami na terenie całej Szkocji wchodzi w skład University of the Highlands & Islands (UHI). Uczelnia posiada kilka wydziałów. Działa kilka Kościołów. Funkcjonuje duży szpital (Gilbert Bain Hospital). W dawnych dokach (Hay's Dock) od 31 maja 2007 r. działa nowe Muzeum Szetlandów (The Shetland Museum and Archives). W mieście nadaje lokalna stacja radiowa, Shetland Islands Broadcasting Company (SIBC) (Szetlandzka Korporacja Radiofoniczna). W centrum Lerwick, nad brzegiem cieśniny, dominuje bastionowy Fort Charlotte, pierwotnie zbudowany jeszcze przez Olivera Cromwella w latach 1652-1653, w czasie pierwszej wojny angielsko-duńskiej. Stanowi on jedną z głównych atrakcji turystycznych miasta.

## Urodzeni w Lerwick
- Aly Bain – znany skrzypek szetlandzki
- Sir Herbert John Clifford Grierson – krytyk literatury
- Robert Stout – premier Nowej Zelandii w latach 80. XIX wieku

## Miasta partnerskie
- Måløy